# Off the Hook (chanson des Rolling Stones)
Cet article concerne la chanson des Rolling Stones. Pour l'album du groupe Xscape, voir Off the Hook.
Singles de The Rolling Stones
It's All Over Now The Last Time
Pistes de The Rolling Stones No. 2
Pain in My Heart Susie Q
Off the Hook est une chanson des Rolling Stones créditée Jagger/Richards. 
La chanson apparait pour la première fois en 1964 sur la face B du single Little Red Rooster puis placée dans l'album The Rolling Stones No. 2 en 1965. Le single est classé no 1 le 5 décembre 1964 durant une semaine. 
La chanson est souvent jouée sur scène par les Stones, notamment lors de leurs tournée américaine.

## Personnel
- Mick Jagger : Chant
- Brian Jones : guitare
- Keith Richards : guitare électrique
- Charlie Watts : Batterie
- Bill Wyman : Basse
- Ian Stewart : piano

### Classements dans les charts
| Palmarès (1964–65)                               | Meilleure position |
| ------------------------------------------------ | ------------------ |
| Allemagne - GfK Entertainment charts             | 14                 |
| Belgique (Flandre) - Ultratop 50 Singles         | 20                 |
| Belgique (Région wallonne) - Ultratop 50 Singles | 15                 |
| Irlande - Irish Singles Chart                    | 4                  |
| Norvège - VG-lista                               | 6                  |
| Pays-Bas - Single Top 100                        | 4                  |
| Royaume-Uni - UK Singles Chart                   | 1                  |